# Sialis fumosa
Sialis fumosa is een insect uit de familie Sialidae, die tot de orde grootvleugeligen (Megaloptera) behoort. De soort komt voor in Portugal en Spanje.